# ベルジアン・ショートヘアード・ポインター
ベルジアン・ショートヘアード・ポインター（英：Belgian Short-haired Pointer）は、ベルギー原産のポインター犬種である。別名はブラク・デュ・ベルジェ（英：Braque du Belge）。
ベルギーには本種しかポインター犬種が存在しないが、それにもかかわらず犬種名に「ショートヘアード」という区別用の単語がついている理由はよく分かっていない。

## 歴史
いつごろから存在していたかは不詳だが、フランスのセントハウンド犬種であるグラン・ブルー・ド・ガスコーニュやデンマークのポインター犬種のオールド・デーニッシュ・ポインターなどを掛け合わせて作出された。
主にポインターなどとして使われていた。嗅覚で獲物を捜索し、発見するとポインティングを行って主人に鳥のありかを教える。それをもとに猟銃で撃ち落された鳥を回収する。尚、力が強いので、鳥だけでなく大型哺乳類の回収を行うこともできる。この他、セントハウンドとしてさまざまな獲物を狩ることもある。
19世紀にはベルギーで人気があったが、狩猟区域が激減し、フランスやドイツ原産のポインター犬種の人気が高まったことなどにより人気が下落、頭数も減少した。1960年代には一部の地域でしか飼育されていない希少種となり、1984年にベルギーのベルジアンケネルクラブによって絶滅認定が下された。
現在純血の本種を見ることはほぼ不可能に近いが、本種の血を引くポインター犬はまだ生存していて、実猟犬として使役されている。復元活動の有無は不詳である。

## 特徴
力が強く、筋骨隆々の体つきをした犬である。ポインターよりもセントハウンドに近い犬で、頭部の形もほぼセントハウンドである。マズルは太めで、あごの力は強靭である。脚は太く長い。耳は垂れ耳、尾は飾り毛のない垂れ尾だが、尾は短めに断尾する。コートはスムースコートで、毛色はホワイトを地としてブラウンやブリンドルなどの単色の斑とブチが入ったもの。大型犬サイズで、性格は忠実で従順、活発だが自制心が高い。しつけの飲み込みは普通だが状況判断力が高く、獲物が鳥ならば傷をつけないようにそっと咥え、シカやイノシシなどの大型獣はしっかり咥えて引っ張るなど、状況に応じた回収を行う。ポインター種の犬だが走るスピードよりも力の強さを重点として改良された犬種のため、それほど走るのは早くないが力があるので、飼育の際にはしっかりとした訓練が必要である。運動量は多めである。